# Hervé Théry
Pour les articles homonymes, voir Théry.
Hervé Théry est un géographe français, né en 1951 à Somain (Nord).

## Biographie
Ancien élève de l'École normale supérieure (1973-1979), agrégé de l'Université (1976), docteur en géographie (1976, université Paris-I Panthéon-Sorbonne), habilité à diriger des recherches (1994, université Paris-X).
Il est actuellement directeur de recherche émérite au Credal-CNRS et professeur à l'Université de São Paulo (Brésil). Il a fondé en 2007, avec Neli Aparecida de Mello, la revue franco-brésilienne Confins. 
Ses recherches portent sur les disparités et les dynamiques du territoire brésilien, notamment les fronts pionniers (soja dans le Mato Grosso, canne à sucre dans l'État de São Paulo).

La progression de ces cultures au détriment de la forêt amazonienne, pour le premier, et de l'élevage, pour la seconde, créent des tensions écologiques et sociales de grande ampleur, qui méritent une analyse et une discussion approfondie, à laquelle la géographie peut contribuer, notamment par l'usage raisonné de la cartographie thématique.
Directeur du GIP RECLUS de 1991 à 1994, Hervé Théry a contribué à la naissance d'une branche des services informatiques français en aidant Articque, en tant que conseiller scientifique, à lancer son logiciel de cartographie thématique baptisé Cartes & Données.

## Publications

### Ouvrages
- Amazone ; Un monde en partage, CNRS Éditions, 2024, 230 p.Le Brésil, Paris, Armand Colin, 2012, 296 p., 6e éd.
- L’Amérique Latine, (avec Marie-Françoise Fleury, co-directeurs), Atlande, Neuilly, 2021,  (ISBN 978-2-35030-736-7), 348 p.
- avec Neli Aparecida de Mello, Atlas do Brasil, Disparidades e dinâmicas do território, São Paulo, EDUSP, 2018, 390 p., 3e éd.
- Environnement et développement en Amazonie brésilienne, Paris, Belin, 1997, 208 p.
- Pouvoir et territoire au Brésil : de l'archipel au continent, Paris, Éditions de la MSH, 1996, 232 p.
- Brésil / Brasil / Brazil (un atlas chorématique), Paris, Fayard/Reclus, 1996, 88 p.
- R. Brunet, R. Ferras et Hervé Théry, Les mots de la géographie : dictionnaire critique, Reclus / La Documentation française, 2e éd. 1993, 520 p.
- L'État et les stratégies du territoire, Paris, Éditions du CNRS, 1991. 244 p.

### Articles (sélection)
- « Géopolitiques du dérèglement climatique au Brésil », Hérodote, n°195, 2024, pp. 145-159
- « Puissance et diversité de l’agriculture brésilienne », avec Marie-Françoise Fleury, Géoconfluences, décembre 2024, https://geoconfluences.ens-lyon.fr/doc/etpays/Bresil/BresilScient3.htm
- “Geografias do Turismo no Brasil: uma perspectiva socioterritorial”, avec Rita de Cássia Ariza da Cruz et Angela Teberga de Paula, Revista Territorial, Goiás – GO. V.13, n.2, jul./dez. 2024, p. 139-172

« Chaves para a leitura do território paulista », in Atlas Seade da economia paulista, 2006, Seade.
- « Futebol et hiérarchies urbaines au Brésil », in M@ppemonde no 81 (1-2006)[7]
- ELOY, L., LE TOURNEAU, F.M., THÉRY, H., « Une ville dans la forêt : São Gabriel da Cachoeira, capitale du haut Rio Negro », Cybergéo n° 304, 24 mars 2005[8]
- LE TOURNEAU, F.M., MELLO, N.A. de, THÉRY, H., VIDAL, L., Brasília, quarante ans après, Éditions électroniques de l’Institut des hautes études de l’Amérique latine[9],
- « La vague déferlante du soja brésilien », in M@ppemonde, no 74 (2-2004)[10],
- BARROS, O., MELLO, N., THÉRY, H., VIZINTIM, M., «Londrina, de la ville pionnière à la maturité», M@ppemonde nº 73 (1-2004)[11],
- « Les manifestations de juin 2013 au Brésil », in Diplomatie, no 65 (novembre - décembre 2013)